# Dysodia nomima
Dysodia nomima är en fjärilsart som beskrevs av Dyar 1913. Dysodia nomima ingår i släktet Dysodia och familjen Thyrididae. Inga underarter finns listade i Catalogue of Life.